# کییوکو اونو
کییوکو اونو (به انگلیسی: Kiyoko Ono) ژیمناست (زادهٔ ۴ فوریهٔ ۱۹۳۶ – درگذشتهٔ ۱۳ مارس ۲۰۲۱) میلادی اهل کشور ژاپن بود.